# ウマル・カラーミー
ウマル・アブドルハミード・カラーミー(アラビア語: عمر عبد الحميد كرامي, ラテン文字転写: Umar Abdul Hamid Karami, Karamé, 1934年9月7日 - 2015年1月1日)は、レバノンの政治家。同国首相を2度務めた。日本のメディアではオマル・カラミと表記されることが多い。

## 経歴
レバノンの政治家アブドルハミード・カラーミーの息子としてレバノン北部トリポリ近くのアン＝ヌーリーで生まれた。カラーミー家はトリポリのスンナ派の名家であり、首相を8度務め1987年に暗殺されたラシード・カラーミーは兄、ナジーブ・ミーカーティー内閣で青年スポーツ大臣を務めたファイサル・カラーミーは息子、同内閣で国家大臣を務めたアフマド・カラーミーは甥にあたる。
ウマルは弁護士としての教育を受け、兄ラシードの暗殺後に政界入りした。1991年以降トリポリ代表の国民議会議員職にあり、隣国シリアとの緊密な関係を持っている。
2015年1月1日、長い闘病生活の末にレバノン・ベイルートで死去。80歳没。